# Patrick Agyemang
Patrick Kwame Agyemang (ur. 7 listopada 2000 w East Hartford) – amerykański piłkarz pochodzenia ghańskiego występujący na pozycji napastnika, reprezentant Stanów Zjednoczonych, od 2023 roku zawodnik Charlotte FC.
Jego rodzice pochodzą z Ghany.